# Pristimantis bicumulus
Pristimantis bicumulus é uma espécie de anfíbio  da família Craugastoridae. É endémica da Venezuela. Os seus habitats naturais são: regiões subtropicais ou tropicais húmidas de alta altitude. Está ameaçada por perda de habitat.